# Auguste Germain (poète)
 (septembre 2016).
Si vous disposez d'ouvrages ou d'articles de référence ou si vous connaissez des sites web de qualité traitant du thème abordé ici, merci de compléter l'article en donnant les références utiles à sa vérifiabilité et en les liant à la section « Notes et références ».
Pour les articles homonymes, voir Auguste Germain et Germain.
Ne doit pas être confondu avec Auguste Germain (dramaturge).
Auguste Germain, né à Paris le 16 août 1878 et mort à Saint-Germain-en-Laye le 11 juillet 1942, est un poète français.

## Biographie
Admirateur de Paul Valéry et Stéphane Mallarmé, Auguste Germain publie en revue quelques poèmes en 1917. officier de marine, il concilie son métier de marin à sa passion pour la poésie. Peu soucieux de publier, Auguste Germain a écrit tout le long de son existence, bien que la plus grande partie de sa production ait disparu au cours du naufrage du sous-marin le Prométhée en 1931. Auguste Germain fit partie des 7 rescapés de ce naufrage, mais sera marqué à vie par cette catastrophe.
Il fréquente des poètes comme Paul Valéry, Stéphane Mallarmé ou Jean Cocteau. En dehors de sa fonction d'officier de Marine, Auguste Germain mène une vie familiale paisible, avec cependant des difficultés financières et des deuils. Il poursuit l'écriture de ses poèmes et reçoit ses amis écrivains dans sa maison de Saint-Germain en Laye, où il meurt le 11 juillet 1942 à 64 ans.
Attiré par l'esthétique de L'art pour l'art, il recherche une beauté pure que seul l'art peut créer : « l'Art est un mensonge moins factice que le réel », affirme-t-il. Peu enclin aux grandes formes, il se consacre entièrement à l'écriture de cours poèmes, souvent des Sonnets. Son poème le plus développé ne dépasse guère cinq strophes, ce qui explique peut-être qu'Auguste Germain soit rarement cité parmi les poètes de son temps, et soit absent des manuels scolaires. Il est cependant estimé par ses pairs, notamment par Paul Valéry qui voit chez-lui « une plume aux couleurs inédites ».
En 1938, il fait paraître une édition de ses Poésies qui montrent sa recherche stylistique. Auguste Germain y affirme un goût pour le rythme et pour une relative simplicité qui jure avec l'Hermétisme de son époque.

## Œuvre
- Poésies (1938)
- Boîte à Sonnets (inédits)